# 素里亚·庄龙琅集
素里亚·庄龙琅集（皇家轉寫：Suriya Chuengrungrueangkit；1954年12月10日—），漢名莊俊奇，是泰国为泰党籍政治人物。現任泰國副總理兼任交通部部长。曾任泰國代理总理、工業部部長、副部長及眾議院議員。

## 政治生涯
素里亞曾于他信內閣中擔任要職，包括副總理、交通部長、工业部长。在2006年泰國軍事政變中其副總理及工業部長職務遭到解職。
素里亞在第二次巴拉育內閣中回任工業部長。並於後繼的塞塔內閣和佩通坦內閣中回任副總理及交通部長。
2025年7月1日，泰国宪法法院裁定佩通坦·西那瓦被停职，素里亚代理總理職務。7月3日，新内阁宣誓就职，素里亚卸任代理总理。

## 家庭
素里亞是泰國三友集團創辦人莊漢忠的弟弟，未來前進黨前黨魁塔納通·宗龍倫吉是他的侄兒子。